# Monsaguel
Monsaguel ist eine französische Gemeinde mit 135 Einwohnern (Stand 1. Januar 2022) im Département Dordogne in der Region Nouvelle-Aquitaine (vor 2016: Aquitanien). Sie gehört zum Arrondissement Bergerac und zum Kanton Sud-Bergeracois.
Der Name in der okzitanischen Sprache lautet Monsaguèl, der eine toponyme Verkleinerung von „Monsac“ sein könnte. Eine alternative Erklärung ist die Ableitung des Namens von den lateinischen Wörtern mons (deutsch Berg, Gebirge) und sagus (deutsch wahrsagend).
Die Einwohner werden Monsaguelois und Monsagueloises genannt.

## Geographie
Monsaguel liegt ca. 15 Kilometer südöstlich von Bergerac im Gebiet Bergeracois der historischen Provinz Périgord am südlichen Rand des Départements.
Umgeben wird Monsaguel von den Nachbargemeinden:
| Bouniagues    | Saint-Cernin-de-Labarde                     |          |
| Saint-Perdoux | Kompassrose, die auf Nachbargemeinden zeigt |          |
|               | Plaisance                                   | Issigeac |

Monsaguel liegt im Einzugsgebiet der Flüsse Dordogne und Garonne.
Die Conne, ein Nebenfluss der Dordogne, bildet abschnittsweise die natürliche Grenze zur nördlichen Nachbargemeinde Saint-Cernin-de-Labarde. Die Cendronne, ein Nebenfluss der Banège, entspringt auf dem Gebiet der Gemeinde.

## Geschichte
Monsaguel war im Mittelalter vom Herzogtum der Gascogne anhängig. Während des Hundertjährigen Krieges widerstand der Conte Modon de Montbarron den Engländern. Es gibt aber keine Spuren dieser Konflikts in Monsaguel. Eine Bulle von Papst Eugen III. aus dem Jahre 1153 erwähnt, dass die Kirchen von Monsaguel der Abtei von Sarlat unterstehen.
Es gab eine Eisenbahnlinie zwischen Bergerac und Marmande mit Bahnhöfen in den Nachbargemeinden Saint-Cernin-de-Labarde und Issigeac, die das nordöstliche Gebiet von Monsaguel durchquerte. Der Betrieb wurde aber kurz nach dem Zweiten Weltkrieg eingestellt.

### Toponymie
Toponyme und Erwähnungen von Monsaguel waren:
- S. Maria de Monsaguel (1153, Bulle von Papst Eugen III.),
- Montsaguel (1268),
- Mons Saguellus (1298, Gewohnheitsrechte von Issigeac, laut Schriftensammlung des Abbé de Lespine),
- Mons Sagellus (1365, Kastellanei des Périgord, laut Schriftensammlung des Abbé de Lespine),
- Montsaguel (1750, Karte von Cassini),
- Monsaguel (1793 und 1801, Notice Communale bzw. Bulletin des Lois),
- Montsaguel (1873, Dictionnaire topographique du département de la Dordogne).[6][7][8]

### Einwohnerentwicklung
Nach Beginn der Aufzeichnungen stieg die Einwohnerzahl bis zur Mitte des 19. Jahrhunderts auf einen Höchststand von rund 430. In der Folgezeit sank die Größe der Gemeinde bei kurzen Erholungsphasen bis zu den 1970er Jahren auf rund 90 Einwohner, bevor eine Phase mit moderatem Wachstum einsetzte, die heute noch anhält.
| Jahr      | 1962 | 1968 | 1975 | 1982 | 1990 | 1999 | 2006 | 2010 | 2022 |
| --------- | ---- | ---- | ---- | ---- | ---- | ---- | ---- | ---- | ---- |
| Einwohner | 155  | 114  | 92   | 113  | 125  | 129  | 148  | 164  | 135  |

## Sehenswürdigkeiten

### Pfarrkirche Notre-Dame-de-l’Assomption
Die romanische Kirche wurde im 12. Jahrhundert errichtet. Sie besitzt eine Glocke, die mehr als 350 kg wiegt. Diese wurde 1833 geweiht, nachdem die vorhergehende Glocke während der Französischen Revolution verloren gegangen war. Das Pfarrhaus dient heute als vielbesuchter Festsaal.

### Herrenhaus L’Aubespin

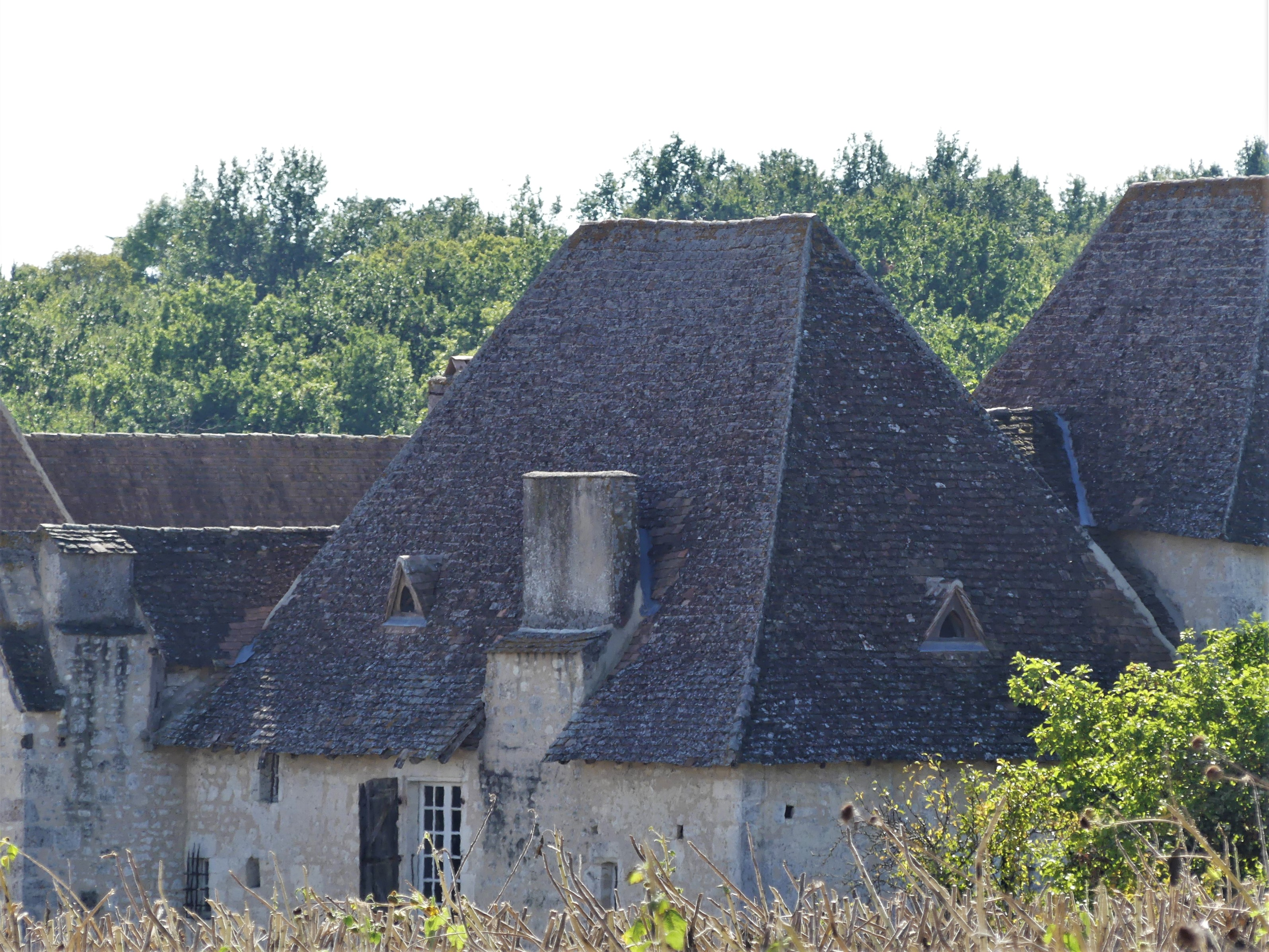
Herrenhaus L’Aubespin

Während der Hugenottenkriege im 16. Jahrhundert war das Anwesen vermutlich mit einem entwickelten Verteidigungssystem ausgestattet. Die Errichtung des Herrschaftshauses könnte auf das 15. Jahrhundert zurückgehen, eine Neugestaltung auf das 17. Jahrhundert. Während heute nur der Hauptwohntrakt erhalten geblieben ist, zeigt das Kataster von 1823 hingegen zwei weitere Bauwerke. In der nordwestlichen Ecke war ein heute zerstörtes Gebäude l-förmig angelegt. Sein abgerundetes Ende weist auf einen Backofen hin. Im Südwesten zeigt das Kataster eine Scheune. Die Gruppe von Gebäuden waren von einer Mauer umgeben. Am Wohntrakt sind an der südöstlichen und an der nordwestlichen Ecke je ein viereckiger Turm angebaut. Vom 12. Jahrhundert bis zur Französischen Revolution gehörte das Anwesen der Familie Laurière. Kurz nach der Revolution gelangte es in die Hände der Familie Sorailles aus Villeneuve-sur-Lot, die es noch 1903 besaß. 1963 wurde das Anwesen von der Familie Marie erworben. Das Herrschaftshaus, die Überreste der Scheune und das ganze Gelände sind seit dem 9. März 2009 als Monument historique eingeschrieben. Das Schloss befindet sich in Besitz einer Privatperson und ist der Öffentlichkeit nicht zugänglich.

## Wirtschaft und Infrastruktur
Weinbau, Handwerk, Handel und Tourismus sind die wichtigsten Wirtschaftsfaktoren der Gemeinde.
Monsaguel liegt in den Zonen AOC des Bergerac mit den Appellationen Bergerac (blanc, rosé, rouge) und Côtes de Bergerac (blanc, rouge).

### Sport und Freizeit
Der Rundweg Boucle de Monsaguel besitzt eine Länge von 9,6 km bei einem Höhenunterschied von 38 m. Er führt vom Zentrum durch das Gebiet der Gemeinde u. a. am Schloss L’Aubespin vorbei.

### Verkehr
Die Route nationale 21 bildet in diesem Gebiet die Verkehrsachse Bergerac–Agen und verläuft durch Monsaguel parallel zur südöstlichen Gemeindegrenze. Durch das Zentrum von Monsaguel führt die Route départementale 14, die das Gebiet der Gemeinde von Nord nach Südost durchquert. Sie verbindet Monsaguel im Norden mit Saint-Cernin-de-Labarde, im Südosten mit Issigeac.